# زمین‌لرزه ۱۹۲۸ ازمیر
زمین‌لرزه ازمیر در تاریخ ۳۱ مارس ۱۹۲۸ میلادی، برابر با ‎۱۱ فروردین ۱۳۰۷، ساعت ۰:۲۹:۴۷ به زمان یوتی‌سی در ترکیه منطقه ازمیر رخ داد. بزرگی آن ۶٫۵ در مقیاس ریشتر اعلام شده‌است. زمین‌لرزه به وقت محلی در روز شنبه، ساعت ۲ روی داده و منطقه زمانی آن یوتی‌سی +۲ بوده‌است (با لحاظ تغییر ساعت تابستانی).
سازمان زمین‌شناسی آمریکا نیز جای این زمین‌لرزه را در مختصات ۳۸°۰۶′شمالی ۲۷°۰۶′شرقی / ۳۸٫۱°شمالی ۲۷٫۱°شرقی و بزرگی آنرا برابر با ۶٫۵ در مقیاس ریشتر اعلام کرده‌است. 
شمار کشتگان زلزله حدود ۱۷۰ نفر بوده‌است.تعداد زخمیان ۷۰۰ نفر برآورده شده‌است.